# Fahri Korutürk
Fahri Korutürk, född den 3 augusti 1903 i Istanbul, död den 12 oktober 1987 i Istanbul, var en turkisk amiral, diplomat och Turkiets sjätte president.

## Biografi
Korutürk utbildades i turkiska flottans kadettskola från 1916 och tog examen 1923 samt vid sjömilitärhögskolan 1933. Han gjorde aktiv tjänst på kryssare och ubåtar och arbetade sedan utomlands som marinattaché i Rom, Berlin och Stockholm. År 1936 deltog han som militär rådgivare i Montreuxkonventionen om regelverket för de turkiska sunden. Han blev konteramiral 1950 och hade befäl över olika enheter innan han blev amiral.
Efter sin pensionering 1960 från posten som befälhavare för den turkiska flottan utsågs Korutürk av statschefen Cemal Gürsel till Turkiets ambassadör i Sovjetunionen 1960–1964 och i Spanien 1964–1965.
År 1968 utsåg president Cevdet Sunay honom till ledamot i senaten. Den 6 april 1973 valde nationalförsamlingen i Turkiet honom till den sjätte presidenten i Turkiet. Under sin tid som president ledde han den turkiska invasionen av Cypern den 20 juli 1974 efter att ärkebiskop Makarios III avsatts av det grekiskledda cypriotiska nationalgardet.
Efter att Korutürk tjänstgjort den konstitutionella löptiden av sju år på presidentposten fram till den 6 april 1980, blev han permanent senator.
Han gifte sig med Emel Korutürk 1944 och de fick två söner och en dotter. Hans efternamn, Korutürk, gavs till honom av Mustafa Kemal Atatürk. Korutürk dog i Moda, Istanbul och begravdes på den turkiska statens kyrkogård i Ankara.